# Rockin' Every Night - Live in Japan
Rockin' Every Night - Live in Japan es el primer álbum en vivo del guitarrista norirlandés de blues rock y hard rock Gary Moore, publicado en 1983 solo para el mercado japonés y en 1986 para Europa a través de Virgin Records. Se grabó durante dos presentaciones en el recinto Shinjuku Kousei Nenkin Hall de Tokio en enero de 1983, durante la gira Corridors of Power Tour. Al momento de ser lanzado en el mercado europeo, obtuvo el puesto 99 en los UK Albums Chart del Reino Unido.
Dentro del listado de canciones está la instrumental «Sunset» que fue escrita a mediados de 1980, pero no había sido incluida en un disco hasta 1981 en el álbum Tilt del baterista Cozy Powell. Tras la muerte del guitarrista Randy Rhoads tanto Gary como Cozy se la han dedicado en sus respectivas presentaciones en vivo.
En 2002 fue remasterizado y relanzado con tres pistas adicionales tomadas de un concierto en vivo en el Club Marquee celebrado el 25 de agosto de 1982.

## Lista de canciones
| N.º | Título                          | Duración |  |
| 1.  | «Rockin' Every Night»           | 3:18     |  |
| 2.  | «Wishing Well» (cover de Free)  | 4:54     |  |
| 3.  | «I Can't Wait Until Tomorrow»   | 12:04    |  |
| 4.  | «Nuclear Attack»                | 5:58     |  |
| 5.  | «White Knuckles» (instrumental) | 3:48     |  |
| 6.  | «Rockin' and Rollin'»           | 4:05     |  |
| 7.  | «Back on the Streets»           | 5:13     |  |
| 8.  | «Sunset» (instrumental)         | 4:35     |  |

| Pistas adicionales en reedición de 2002 |                       |          |  |
| N.º                                     | Título                | Duración |  |
| 9.                                      | «Back on the Streets» | 5:09     |  |
| 10.                                     | «Rockin' Every Night» | 2:55     |  |
| 11.                                     | «Parisienne Walkways» | 4:08     |  |

## Músicos
- Gary Moore: voz y guitarra eléctrica
- John Sloman: coros, teclados adicionales y voz principal en «Rockin' Every Night», «Nuclear Attack» y «Rockin' and Rollin'»
- Don Airey: teclados
- Neil Murray: bajo
- Ian Paice: batería
- Charlie Huhn: voz principal en «Back on the Streets» y «Rockin' and Rollin'» (pistas adicionales de 2002)